# Xã Harmonious, Quận Burke, Bắc Dakota
Xã Harmonious (tiếng Anh: Harmonious Township) là một xã thuộc quận Burke, tiểu bang Bắc Dakota, Hoa Kỳ. Năm 2010, dân số của xã này là 20 người.